# Playa de Otur
La playa de Otur está situada en el concejo asturiano de Valdés y está situada en las inmediaciones del pueblo de Otur, a seis km de Luarca. Forma parte de la Costa Occidental de Asturias y está enmarcada en el Paisaje Protegido de la Costa Occidental de Asturias.

## Descripción
La playa tiene una longitud de seiscientos metros con arena y zonas de rocas y una anchura media de 80 m. A la zona oeste se le llama "Las Barqueras", y a la zona este "Castro" porque cerca de la playa está el Castro  de Castiello de la época romana.  Su entorno es rural, con un grado de urbanización  y una peligrosidad baja. El acceso peatonal es de unos quinientos m de longitud. El acceso rodado es inferior a 500 m. El lecho es de arena de grano oscuro y tamaño medio.

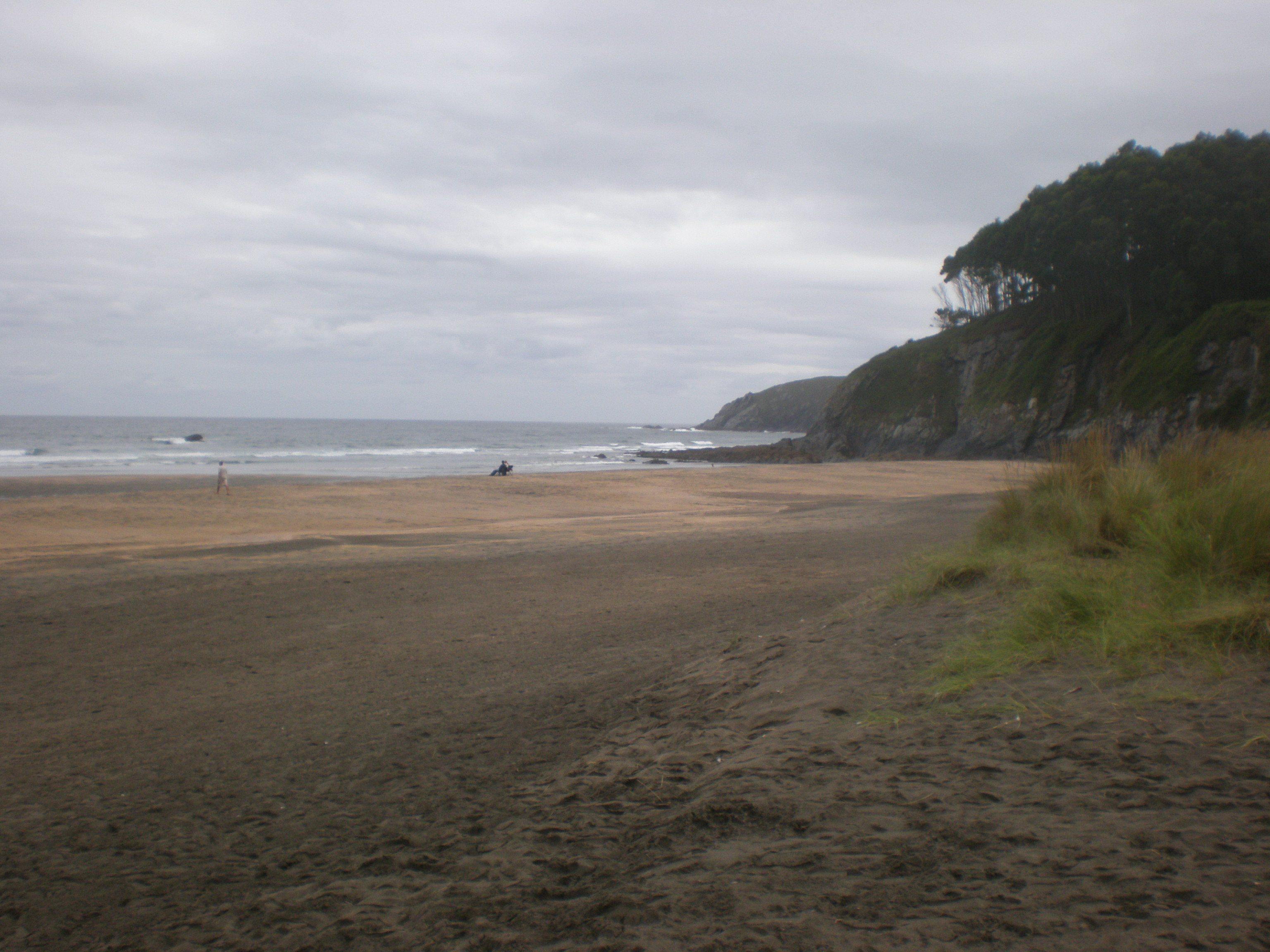
Playa en su zona este.

La playa está cerca de los pueblos de Canedo y Otur y tiene la «Categoría Especial» por la afluencia masiva durante la época estival, máxime en los fines de semana. Tiene un acceso cómodo desde las cercanías de Luarca y, al estar perfectamente indicado el acceso, fomenta el que sea muy frecuentada. La playa está flanqueada por dos arroyos, tiene una zona de dunas muy degradadas. En la zona oriental hay un pequeño arenal de unos 30 m de longitud y que llaman «Cala del Cura»; en la  occidental hay un antiguo molino. Tiene servicios de vigilancia, de limpieza, duchas, restaurantes y aparcamiento.
Es una playa para toda la familia si bien hay una parte donde se practica el naturismo. La actividad más recomendada el la pesca deportiva o recreativa.